# مرغی در باد
مرغی در باد (به ژاپنی: 風の中の牝鶏 Kaze no naka no mendori) فیلمی در ژانر درام به کارگردانی یاسوجیرو ازو است که در سال ۱۹۴۸ اکران شد. از بازیگران آن می‌توان به کینویو تاناکا و چیشو ریو اشاره کرد.